# Isla Pájaros (Malvinas)
La isla Pájaros (en inglés: Bird Island o Cochon Island) es una de las islas Malvinas. Se ubica en la zona austral de la bahía de la Anunciación, al norte de la península de Freycinet, al este de la isla Soledad. También se halla cerca de la isla Celebroña.